# Înscenarea (film din 1991)
Înscenarea (titlu original: Ricochet) este un film american thriller de acțiune de acțiune din 1991 regizat de Russell Mulcahy scris de Steven E. de Souza. Rolurile principale au fost interpretate de actorii  Denzel Washington, [[John Lithgow, Ice-T, Kevin Pollak și Lindsay Wagner.

## Prezentare
Filmul detaliază o luptă dintre un procuror din Los Angeles (Washington) și un criminal răzbunător (Lithgow) pe care l-a arestat când era polițist.

## Distribuție
- Denzel Washington - procuror adjunct Nick Styles
- John Lithgow - Earl Talbot Blake
- Ice-T - Odesa
- Lydell M. Cheshier - R.C., secundul în comandă al lui Odesa
- Kevin Pollak - Locotenentul Larry Doyle
- Lindsay Wagner - procurorul districtual Priscilla „The Hun” Brimleigh
- Matt Landers - șeful Elliott Floyd
- Sherman Howard - Apărătorul public Kiley
- Josh Evans - „Kim” Kimble
- Mary Ellen Trainor - Gail Wallens, personajul pe care l-a interpretat în Die Hard[7]
- Victoria Dillard - Alice Styles
- Kimberly Natasha Ali - Lisa Styles
- Aileaha Jones - Monica Styles
- John Amos - Reverend Styles
- Starletta DuPois - Doamna Styles
- John Cothran, Jr. - Consilierul U.B. Farris
- Miguel Sandoval - Vargas, traficant de droguri
- Thomas Rosales Jr. - Gonzalo, traficant de droguri
- George Cheung - Huey, traficant de droguri
- Kenny Endoso - Liu, traficant de droguri
- Rick Cramer - Jesse Schultzman, șeful Frăției Ariene.
- Jesse Ventura - Jake Chewalski, coleg de celulă al lui Blake și membru al Frăției Ariane.
- Linda Dona - Wanda, prostituată angajată de Blake pentru a-l încadra pe Nick.